# Monese
Monese is een Britse bank, die voornamelijk actief is in de Europese Economische Ruimte.
Monese werd in 2013 opgericht als FinTech-bedrijf. De bank heeft haar hoofdkantoor in Londen.